# لوبیون
لوبیون (به آلمانی: Löbejün) یک منطقهٔ مسکونی در آلمان است که در لبیون-وتین واقع شده‌است. لوبیون  ۲٬۲۴۷ نفر جمعیت دارد.

## خواهرخوانده
شهر شیفراشتات خواهرخواندهٔ لوبیون هست.